# Das Erwachen des Weibes
Das Erwachen des Weibes ist ein deutsches Stummfilmdrama aus dem Jahre 1927 von Fred Sauer nach einer Idee von Curt Thomalla mit Grete Mosheim und Wolfgang Zilzer in den Hauptrollen. 

## Handlung
Hamburg in den 1920er Jahren. Frida Ponath ist von ihrem alten Vater, dem Portier desjenigen Haus, wo beide wohnen, mit großer Strenge erzogen worden. Sitte und Moral sind für ihn Werte von entscheidender Bedeutung. Anders als ihre etwas leichtlebigere, kokette und lebensfrohere ältere Schwester Emma gilt Frida als ruhig und besonnen, fast zurückhaltend-schüchtern. Als sich eines Tages auch bei ihr Frühlingsgefühle breitmachen, kommen alle Mahnungen und Warnungen des Vaters nicht mehr. Der Sohn des Hausbesitzers, Fritz Wille, verliebt sich in sie ebenso wie sie in ihn. Es kommt zur ersten Liebesnacht. Bald stellt sich nach einem Besuch einer Frauenärztin heraus, dass Frida von Fritz schwanger ist. Groß ist nun die Angst vor den Eltern, die den beiden mit Vorwürfen und Moralpredigten kommen könnten. Fridas Befürchtungen sind nicht unbegründet …
Doch dann geschieht im Mietshaus ein tragischer Fall, der alle Beteiligten, inklusive Herrn Ponath, umdenken lässt. Der schöne Theodor, wie der Mitbewohner und Hallodri Neumann, seines Zeichens Textilagent, allenthalben genannt wird, ist ein selbstverliebter, berechnender und sich seine Mitmenschen zunutzen machender Mitmensch. Er umgarnt und flirtet mit allem Weiblichen, um daraus Vorteile zu ziehen. Sein letztes Opfer ist die alternde Näherin Fräulein Seibke. Nachdem er sie mit Versprechungen, sie womöglich zu heiraten, „weichgekocht“ und mit Schmeicheleien ihr letztes Ersparte aus ihr herausgepresst hatte, stößt er die sich an ihn als letzte Hoffnung in ihrem Leben klammernde Frau von sich, worauf diese sich aus dem vierten Stock in den Tod stürzt. Es folgt eine kurze allgemeine Schockstarre im Mietshaus, der eine allgemeine Umbesinnung nachfolgt: Statt mit Vorwürfen reagiert man nun mit Verständnis auf Fridas Seelennot und sorgt dafür, dass sie und Fritz heiraten können.

## Produktionsnotizen
Das Erwachen des Weibes passierte die Filmzensur am 6. Oktober 1927 und wurde exakt eine Woche danach im Beba-Palast Atrium uraufgeführt. Die Länge des mit Jugendverbot belegten Sechsakters betrug 2043 Meter. Am 23. März 1928 erfolgte die Wiener Premiere.
Die Produktionsleitung hatte Josef Stein, die Filmbauten gestaltete Kurt Richter.

## Kritiken
Fred Sauers Inszenierung wurde überwiegend mit großem Lob bedacht. Nachfolgend fünf Bewertungen aus dem In- und Ausland:
In der Lichtbild-Bühne ist zu lesen:

„‚Nach einer Idee von Kurt Thomalla‘? Mir erscheint nach einer Idee von Frank Wedekind … Frühlingserwachen. Von den Autoren Walter Wassermann und Fred Sauer in filmische Form gegossen – gegossen aus einem Guß, nahtlos, überzeugend, ein Stück kinematographiertes Leben. (…) Diese lebenswarme Geschichte wird mit äußerster Konsequenz behandelt. Es gibt hier keine Konzessionen kolportagehafter Art. Und dieser bis ins kleinste Detail zwingend durchgeführte Realismus macht den Film zum Erlebnis. Fred Sauers Regieleistung ist eine große Überraschung. (…) Es gibt hier darstellerische Nuancen von einer Feinheit, die verblüfft. Grete Mosheim hat eine geradezu klassische Gestalt geschaffen. Und Wolfgang Zilzer, ihr Partner, steht ihr an überzeugender Menschengestaltung nicht nach. (…) Die vollendete Einheitlichkeit des darstellerischen Niveaus bei hinreißendem Spiel sei als Spitzenleistung anerkannt.“

Das Kino-Journal urteilte:
Die Österreichische Film-Zeitung befand:

„Ein Film, der in packender Form ein Problem behandelt, an dem unsere Gesellschaftsordnung noch vielfach krankt, was in nur allzu vielen Fällen Unglück und Vernichtung der Lebensfreude nach sich zieht: die aus vollkommen falschen, längst überwundenen Moralbegriffen resultierende Versäumnis so mancher Eltern, ihre Töchter zur rechten Zeit aufzuklären, wenn sich die ersten natürlichen Triebe in ihnen regen, wenn sie auf der Schwelle vom Kinde zum Weib stehen.“

Friedrich Porges schrieb in Wiens Die Stunde:

„[Grete Mosheim] spielt auf dieses Erwachen hin und sie steigert ihr sichtlich inniges Empfinden bis zur stärksten Reflexwirkung im Filmbild. Die Szene, in der eine Ärztin dem Mädchen die Diagnose der Mutterschaft stellt, ist Anbeginn der Steigerung. Die Mosheim spielt in dieser Szene mit bezaubernder Natürlichkeit. (…) Fred Sauer, der Regisseur, ist der Gefahr das ‚Problem‘ auf Kosten der Gestaltung der Spielszenen filmisch zu erörtern, geschickt aus dem Wege gegangen. Mit seiner Unterscheidungskunst schildert er in Filmbildern die Bewohner eines Hauses, und dieses Haus als eine Welt für sich, in der man sich nicht immer nur langweilt, sondern einander auch haßt und – liebt. Diese enge Welt bevölkern vorzüglich gesehene Typen.“

Im Grazer Tagblatt hieß es schließlich:

„Dieser Film unterscheidet sich angenehm von der Massenproduktion meist minderwertiger so genannter „Aufklärungsfilme“, die durch sensationelle Ankündigungen besondere Anziehungskraft auf das Publikum ausüben sollen. (…) Das Manuskript … weist keine besonders originellen Einfälle auf, aber die Handlung ist geschickt mit den tiefsten und dringendsten Fragen unserer Jugend verflochten. Die junge Künstlerin Grete Mosheim … fesselt durch ihr schlichtes, meisterhaftes Spiel.“